# Yoshito Okubo
Yoshito Okubo (大久保 嘉人, Okubo Yoshito, Fukuoka, 9 juni 1982) is een Japans voetballer die als aanvaller speelt.

## Interlandcarrière
Yoshito Okubo debuteerde in 2003 in het Japans nationaal elftal en speelde 60 interlands, waarin hij 6 keer scoorde. Hij vertegenwoordigde zijn vaderland op de Olympische Spelen 2004 in Athene, waar de selectie onder leiding van bondscoach Masakuni Yamamoto in de groepsronde werd uitgeschakeld.

## Statistieken
| Japans voetbalelftal | Japans voetbalelftal | Japans voetbalelftal |
| Jaar                 | Wed.                 | Dlp.                 |
| -------------------- | -------------------- | -------------------- |
| 2003                 | 14                   | 0                    |
| 2004                 | 3                    | 0                    |
| 2005                 | 2                    | 0                    |
| 2006                 | 0                    | 0                    |
| 2007                 | 2                    | 2                    |
| 2008                 | 12                   | 3                    |
| 2009                 | 9                    | 0                    |
| 2010                 | 11                   | 0                    |
| 2011                 | 0                    | 0                    |
| 2012                 | 1                    | 0                    |
| 2013                 | 0                    | 0                    |
| 2014                 | 6                    | 1                    |
| Totaal               | 60                   | 6                    |

## Erelijst
VfL Wolfsburg
- Bundesliga

2009